# Hoheneggelsen

Söhlde im Landkreis Hildesheim, Niedersachsen

Hoheneggelsen ist ein Ortsteil der Gemeinde Söhlde im niedersächsischen Landkreis Hildesheim. Nach dem Ortsteil Söhlde ist Hoheneggelsen die einwohnerstärkste Ortschaft der Gemeinde.

## Geografie
Der Ortsteil Hoheneggelsen liegt im Nordwesten der Gemeinde Söhlde an der B 1.

## Geschichte
In einer von König Heinrich IV. ausgestellten Urkunde vom 20. Juli 1046 wurde Hoheneggelsen erstmals erwähnt. Der damalige Ortsname Ecgoluesheim bezieht sich möglicherweise auf den ersten Ansiedler, der Eggolf oder Ecgolf hieß. 1178 wurde der Ort als Eggelsheim und 1225 als Ekkelsen erwähnt.
Im 15. Jahrhundert bestanden hier zwei Ansiedlungen, die beide Eggelsen genannt wurden: Die größere von beiden ist das 1235 erstmals Hoheneckelsen genannte heutige Hoheneggelsen am östlichen Hang des 111 m hohen Messeberges, wo entlang der heutigen Bundesstraße ein Ober- und ein Unterdorf zusammenwuchsen, sodass sich die gut erkennbare langgestreckte Form der Ortschaft ergab. Die kleinere der beiden Ansiedlungen, 1221 als Klein-Eggelsen erwähnt, wurde später zu einer Wüstung.
Der Wehrturm der 1235 gegründeten St. Martinuskirche überragt die fruchtbare Landschaft der Hildesheimer Börde. Die erste Schule wurde 1613 auf Betreiben des Pastors Daniel Fischer erbaut. Sie wurde 1746 und 1864 neu gebaut. Eine Postverbindung von Braunschweig über Hoheneggelsen nach Hildesheim wurde 1750 eingerichtet. Eisenbahnanschluss erhielt Hoheneggelsen 1888 durch einen Bahnhof an der Bahnstrecke Hildesheim–Groß Gleidingen. 1900 wurde am westlichen Rand des Dorfes eine Mühle erbaut, und 1909 erhielt Hoheneggelsen Elektrizität.
Im Zweiten Weltkrieg kamen 136 Einwohner von Hoheneggelsen ums Leben. Hoheneggelsen wurde am 22. Oktober 1944 mittags von Spreng- und Brandbomben getroffen, die ins Dorf, auf den Sportplatz und in die Feldmark fielen. Allein bei diesem Luftangriff kamen fünf Menschen ums Leben.
Wegen der Unzufriedenheit mit der Namensgebung, vor allem im Ortsteil Hoheneggelsen, wurde die Gemeinde mit Wirkung vom 1. Mai 1981 durch ein niedersächsisches auch als „Reformkorrekturgesetz“ bezeichnetes Gesetz in Hoheneggelsen umbenannt.:219 Durch Urteil des Bundesverfassungsgerichts vom 12. Januar 1982 wurde diese Umbenennung jedoch als ein unzulässiger Eingriff in das Namensrecht der Gemeinde für nichtig erklärt, und am 7. April 1982 erfolgte die erneute Umbenennung zurück zu Söhlde.:813

### Sonderabfalldeponie
In der Nähe der Ortschaft liegt die stillgelegte Sonderabfalldeponie Hoheneggelsen des Landes Niedersachsen, diese liegt etwa einen Kilometer entfernt in südlicher Richtung. Auf dem Gelände befand sich ursprünglich eine Ziegelei. Ab 1971 wurden dort im Wesentlichen besonders gefährliche Abfälle abgelagert, die bei Produktionsprozessen, Maßnahmen des Umweltschutzes oder der Altlastensanierung angefallen sind. Seit Ende 2005 befindet sich die Deponie in der sogenannten Stilllegungsphase.

### Eingemeindungen
Zur Gebietsreform in Niedersachsen wurde Hoheneggelsen am 1. März 1974 in die Gemeinde Söhlde eingegliedert.:209

## Politik

### Ortsrat
Der Ortsrat setzt sich aus acht (2011: 9) Ratsfrauen und Ratsherren zusammen. Nach der Kommunalwahl am 11. September 2016 ergab sich die folgende Sitzverteilung (in Klammern Veränderung zur Wahl 2011):
- CDU 5 Sitze (−1)
- SPD 2 Sitze (−1)
- Einzelbewerber Hachmeister: 1 Sitz (+1)

### Ortsbürgermeister
Ortsbürgermeisterin ist Christina Bartels (CDU).

### Wappen
Der Doppeladler im Wappen entstammt dem alten Kronleuchter aus dem Jahre 1656 und wird als Zeichen der Verbundenheit von Heimatkirche und Heimatdorf gedeutet.

## Kultur und Sehenswürdigkeiten

### Bauwerke
- Wehrkirche St. Martin, 1235 gegründet
- Bahnhof
- Bezirkssportanlage
- Matthiaskirche, im 13. Jahrhundert erstmals urkundlich erwähnt, eine der ältesten Bauernkirchen Norddeutschlands

### Museen
- Heimatmuseum

### Vereine und Verbände
- TUS Hoheneggelsen von 1892 e. V.
- Schützengilde Hoheneggelsen von 1848 e. V.
- St. Martin Voices Gospelchor
- Motorradfreunde Hoheneggelsen
- Kehrwieder Kinderchor[10]

## Verkehr
Der Bahnhof Hoheneggelsen liegt an der Bahnstrecke Hildesheim–Groß Gleidingen südlich des Ortes im Ortsteil Bahnhof.

## Persönlichkeiten
- Gerhard Hoyermann (1835–1911), Unternehmer und liberaler Politiker
- Hermann Rose (1883–1976), Mineraloge
- Otto Ohlendorf (1907–1951), SS-Gruppenführer und Generalleutnant der Polizei, als Kriegsverbrecher hingerichtet
- Walter Meyer-Roscher (1935–2020), evangelischer Theologe